# اتاق روی جارو
اتاق روی جارو (به انگلیسی: Room on the Broom) یک فیلم تلویزیونی پویانمایی کامپیوتری استاپ موشن محصول ۲۰۱۲ است که بر اساس کتاب تصویری نوشته جولیا دونالدسون و تصویرگری اکسل شفلر ساخته شده است. این فیلم نامزد جایزه اسکار بهترین پویانمایی کوتاه در هشتاد و ششمین دوره جوایز اسکار شد. همچنین در سال ۲۰۱۳ برنده جایزه کودکان آکادمی بریتانیا برای انیمیشن شد.